# Пропозиція (логіка)
Пропозиція є центральним поняттям у філософії мови та суміжних областях, яке часто характеризується як основний носій істини чи хибності. Пропозиції також часто характеризують як речі, які позначають декларативні речення. Наприклад, речення «Небо блакитне» вказує на те, що небо блакитне. Однак, головне, пропозиції самі по собі не є мовними виразами. Наприклад, англійське речення «Snow is white» означає ту саму пропозицію, що й німецьке речення «Schnee ist weiß», хоча ці два речення не збігаються. Подібним чином пропозиції також можна охарактеризувати як об’єкти переконань та інших пропозиційних ставлень. Наприклад, якщо хтось вірить, що небо блакитне, він вірить у те, що є пропозиція, яка твердить, що небо блакитне. Пропозицію також можна розглядати як свого роду ідею: словник Collins Dictionary дає визначення пропозиції як «твердження або ідеї, яку люди можуть розглядати або обговорювати, щоб з'ясувати чи вони правдиві».
Формально пропозиції часто моделюються як функції, які відображають можливий світ у значення істинності. Наприклад, твердження про те, що небо блакитне, можна змоделювати як функцію, яка повертатиме істинне значення {\displaystyle T} якщо надати реальний світ як вхідні дані, але поверне хибне значення {\displaystyle F} якщо надати якийсь альтернативний світ, де небо зелене. Проте було запропоновано ряд альтернативних формалізацій, зокрема структуровані пропозиції.
Пропозиції відігравали велику роль в історії логіки, лінгвістики, філософії мови та суміжних дисциплін. Деякі дослідники сумніваються, чи можливе послідовне визначення пропозиційності, Девід Льюїс навіть зауважив, що «концепція, яку ми асоціюємо зі словом «пропозиція», може бути чимось на кшталт суміші суперечливих потреб». Термін часто використовується в широкому сенсі і має різні споріднені концепції.

## Історичне використання

### Арістотелем
Арістотелівська логіка визначає категоричне судження як речення, яке підтверджує або заперечує предикат підмета, необов'язково за допомогою зв'язки. Арістотелівське пропозиція може мати форму «Всі люди смертні» (Всі люди є смертні / Всі люди є смертними) або «Сократ — людина» (Сократ є людина / Сократ є людиною). У першому прикладі підметом є «люди», предикатом є «смертний», а зв’язкою є «є», тоді як у другому прикладі підметом є «Сократ», предикатом є «людина» (яка у першому прикладі у множині була підметом), а зв’язкою є «є».

### Логічними позитивістами
Часто пропозиції пов’язують із закритими формулами (або логічними реченнями), щоб відрізнити їх від того, що виражається відкритою формулою. У цьому сенсі пропозиції є «твердженнями», які є носіями істини. Таке уявлення про пропозицію підтримала філософська школа логічного позитивізму.
Деякі філософи стверджують, що деякі (або всі) види мови чи дій, крім декларативних, також мають пропозиційний зміст. Наприклад, питання «так-ні» є пропозиціями, будучи запитами щодо їх значення істинності. З іншого боку, деякі знаки можуть бути декларативними твердженнями пропозицій, не утворюючи речення і навіть не будучи лінгвістичними (наприклад, дорожні знаки передають певне значення, яке є істинним або хибним).
Про пропозиції також говорять як про зміст переконань і подібних пропозиційних ставлень, таких як бажання, уподобання та надії. Наприклад, «Я хочу, щоб у мене була нова машина», або «Мені цікаво, чи буде сніг» (або, чи це той випадок, що «буде сніг»). Таким чином, бажання, переконання, сумніви тощо називаються пропозиційними ставленнями, коли вони мають такий зміст.

### Бертраном Расселом
Бертран Рассел вважав, що пропозиції є структурованими сутностями з об’єктами та властивостями як складовими. Одна важлива відмінність між точкою зору Людвіга Вітгенштайна (згідно з яким пропозиція — це набір можливих світів /станів речей, у яких вона істинна) полягає в тому, що, згідно з Расселліанським поглядом, дві пропозиції, які є істинними в усіх однакових станах речей ще можна диференціювати. Наприклад, пропозиція «два плюс два дорівнює чотирьом» відрізняється за Расселом від пропозиції «три плюс три дорівнює шести». Однак якщо пропозиції є

## Відношення до свідомості
По відношенню до свідомості пропозиції обговорюються в першу чергу як такі, що вписуються в пропозиційні ставлення (установки). Пропозиційні ставлення – це просто ставлення, характерні для народної психології (віра, бажання тощо), які можна прийняти щодо пропозиції (наприклад, «іде дощ», «сніг білий» тощо). В мові пропозиції зазвичай слідують за народними психологічними установками за допомогою підрядного речення після сполучника що (наприклад, «Джейн вірить, що йде дощ»). У філософії свідомості та психології часто вважається, що психічні стани головним чином складаються з пропозиційних ставлень. Пропозиції зазвичай називають «ментальним змістом» ставлення. Наприклад, якщо Джейн у психічному стані вірить, що йде дощ, її розумовим змістом є пропозиція «іде дощ». Крім того, оскільки такі психічні стани стосуються чогось (а саме пропозицій), вони називаються інтенціональними психічними станами.
Пояснити відношення пропозицій до свідомості особливо складно для нементалістичних поглядів на пропозиції, таких як у логічних позитивістів і Рассела, описаних вище, і погляду Готтлоба Фреге, що пропозиції є платоністськими сутностями, тобто існують у абстрактному, нематеріальному світі. Тому відповідно до деяких сучасних поглядів пропозиції вважаються ментальними сутностями. Хоча пропозиції не можуть бути окремими думками, якими не можна поділитися, вони можуть бути типами когнітивних подій або властивостями думок (які можуть бути однаковими для різних мислителів).
Філософські дебати навколо пропозицій, оскільки вони стосуються пропозиційних ставлень, нещодавно також зосередилися на тому, чи пропозиції є внутрішніми чи зовнішніми щодо агента, чи ж вони є залежними чи незалежними від свідомості сутностями.

## Трактування в логіці
Як зазначалося вище, в арістотелівській логіці пропозиція — це певний вид речення (декларативне речення), яке підтверджує або заперечує предикат суб’єкта, необов’язково за допомогою зв’язки. Арістотелівські пропозиції приймають такі форми, як «Усі люди смертні» і «Сократ — людина».

### Синтаксична характеристика
У сучасній логіці термін «пропозиція» часто використовується для речень формальної мови. У такому вживанні пропозиції є формальними синтаксичними об’єктами, які можна вивчати незалежно від значення, яке вони отримають від семантики. Пропозиції також називаються реченнями, висловлюваннями, формами висловлювань, формулами та правильно побудованими формулами, хоча ці терміни зазвичай не є синонімами в одному тексті.
Формальна мова складається з різних типів символів. Ці типи можуть включати змінні, оператори, функціональні символи, символи предикатів (або відношень), квантори та пропозиційні константи. (Символи групування, такі як роздільники, часто додаються для зручності використання мови, але не відіграють логічної ролі.) Символи об’єднуються разом відповідно до рекурсивних правил, щоб побудувати рядки, яким будуть присвоєні значення істинності. Правила визначають, як оператори, символи функцій і предикатів, а також квантори мають бути об’єднані з іншими рядками. Тоді пропозиція є рядком певної форми. Форма пропозиції залежить від типу логіки.
Тип логіки, який називається пропозиційною або ж чи́сленням висло́влень, логікою висловлень, включає в свою мову лише оператори та пропозиційні константи як символи. Речення (пропозиції) в цій мові є пропозиційними константами, які вважаються атомарними пропозиціями, і складеними (або композитними) пропозиціями, які складаються шляхом рекурсивного застосування операторів до пропозицій. Застосування тут — це просто короткий спосіб сказати, що відповідне правило конкатенації застосовано.
Типи логік, які називаються предикатною, квантифікаційною або логікою n -порядку, включають змінні, оператори, символи (змінні) предикатів і функцій, а також квантори як символи в їхніх мовах. Пропозиції в цих логіках більш складні. По-перше, зазвичай починають із визначення терма таким чином:
1. Змінна, або
2. Символ функції, застосований до кількості термів, необхідних для арності символу функції.

Наприклад, якщо + є символом двійкової функції, а x, y і z є змінними, то x +( y + z ) є термом, який можна записати з символами в різному порядку. Після визначення терма пропозиція може бути визначена таким чином:
1. Символ предикату, застосований до кількості термів, необхідних для його арності, або
2. Оператор, застосований до кількості пропозицій, необхідних для його арності, або
3. Квантор, застосований до пропозиції.

Наприклад, якщо = є символом двійкового предикату, а ∀ є квантором, то ∀ x, y, z [( x = y ) → ( x + z = y + z )] є пропозицією. Ця складніша структура пропозицій дозволяє логіці першого порядку робити більш тонкі відмінності між висновками, тобто мати більшу виразну силу.

### Семантична характеристика
Пропозиції стандартно розуміються семантично як функції-індикатори, які беруть можливий світ і повертають значення істинності. Наприклад, пропозицію про те, що небо блакитне, можна представити як функцію {\displaystyle f} таку що {\displaystyle f(w)=T} для кожного світу {\displaystyle w,} де небо блакитне, і {\displaystyle f(v)=F} для кожного світу {\displaystyle v,} де небо не є блакитним. Пропозиція може бути змодельована еквівалентно за допомогою зворотного образу {\displaystyle T} (прообразу елемента {\displaystyle T}) через індикаторну функцію, яку іноді називають набором характеристик пропозиції. Наприклад, якщо {\displaystyle w} і {\displaystyle w'} є єдиними світами, в яких небо блакитне, пропозицію про те, що небо блакитне, можна моделювати як набір {\displaystyle \{w,w'\}}.
Було запропоновано численні уточнення та альтернативні поняття пропозиційності, включаючи допитливі пропозиції та структуровані пропозиції. Пропозиції називаються структурованими пропозиціями, якщо вони мають складові в деякому широкому сенсі. Припускаючи структурований погляд на пропозиції, можна розрізнити одиничні пропозиції (також пропозиції Рассела, названі на честь Бертрана Рассела ), які стосуються конкретної особи, загальні пропозиції, які не стосуються будь-якої конкретної особи, і конкретизовані пропозиції, які стосуються окремої людини. індивіда, але не містять цього індивіда як складову.

## Заперечення проти термінупропозиція
Спроби дати придатне визначення пропозиції включають наступне:

Два змістовних оповідальних речення виражають ту саму пропозицію тоді і тільки тоді, коли вони означають те саме.

це визначення розглядає пропозицію з точки зору синонімії. Наприклад, «Сніг білий» (англійською мовою) і «Schnee ist weiß» (німецькою) — це різні речення, але вони говорять одне й те саме, тому виражають однакову пропозицію. Інше визначення пропозиції:

Два змістовні декларативні речення-лексеми виражають ту саму пропозицію, якщо і тільки якщо вони означають те саме.

Наведені вище визначення можуть призвести до того, що два ідентичні речення/речення-лексеми мають однакове значення, і, отже, виражають ту саму пропозицію, але при цьому мають різні істинні значення, як у «Я Спартак», сказане Спартаком і сказане Джоном Смітом, і "Це середа" сказано в середу і в четвер. Ці приклади відображають проблему неоднозначності природної мови, що призводить до помилкової еквівалентності тверджень. «Я – Спартак», сказане Спартаком, означає, що людину, яка говорить, звуть Спартак, і це правда. Коли говорить Джон Сміт, це декларація про іншого оратора, і вона неправдива. Термін «Я» означає різні речі, тому «Я — Спартак» означає різні речі.
Пов’язана проблема полягає в тому, що ідентичні речення мають однакове істинне значення, але виражають різні пропозиції. Речення «Я — філософ» могло бути сказане і Сократом, і Платоном. В обох випадках твердження вірне, але означає щось інше.